# Comores aux Jeux olympiques d'été de 2020
Les Comores participent aux Jeux olympiques de 2020 à Tokyo au Japon. Il s'agit de leur 7e participation à des Jeux d'été.
Les athlètes Fadane Hamadi et Amed Elna sont nommés porte-drapeaux de la délégation comorienne,.

## Athlètes engagés
| Sport      | Hommes | Femmes | Total |
| ---------- | ------ | ------ | ----- |
| Athlétisme | 1      | 1      | 2     |
| Judo       | 1      | 0      | 1     |
| Total      | 2      | 1      | 3     |

## Résultats

### Athlétisme
Les Comores bénéficient d'une place attribuée au nom de l'universalité des Jeux. Fadane Hamadi dispute le 110 mètres haies masculin.
| Athlète       | Épreuve       | Tour préliminaire | Tour préliminaire | 1er tour | 1er tour | Demi-finale | Demi-finale | Finale   | Finale   |
| Athlète       | Épreuve       | Temps             | Rang              | Temps    | Rang     | Temps       | Rang        | Temps    | Rang     |
| ------------- | ------------- | ----------------- | ----------------- | -------- | -------- | ----------- | ----------- | -------- | -------- |
| Fadane Hamadi | 110 m haies   | Non disputé       | Non disputé       | 14 s 99  | 8e       | Éliminé     | Éliminé     | Éliminé  | Éliminé  |
| Amed Elna     | 100 m féminin | 14 s 30           | 9e                | Éliminée | Éliminée | Éliminée    | Éliminée    | Éliminée | Éliminée |

### Judo
La Fédération ne distribue pas de ticket de qualifications aux championnats continentaux ou mondiaux mais c'est le classement établi au 21 juin qui permettra de sélectionner les athlètes (18 premiers automatiquement, le reste en fonction des quotas de nationalité).
Chez les hommes, Housni Thaoubani bénéficie d'une invitation tri-partite de la part de la fédération internationale de judo.
| Athlète          | Compétition    | 1er tour            | 2e tour             | Quart de finale     | Demi-finale         | Repêchage 1         | Repêchage 2         | Finale              | Rang |
| Athlète          | Compétition    | Adversaire Résultat | Adversaire Résultat | Adversaire Résultat | Adversaire Résultat | Adversaire Résultat | Adversaire Résultat | Adversaire Résultat | Rang |
| ---------------- | -------------- | ------------------- | ------------------- | ------------------- | ------------------- | ------------------- | ------------------- | ------------------- | ---- |
| Housni Thaoubani | Moins de 81 kg | Pacek Défaite 00-10 | Éliminé             | Éliminé             | Éliminé             | Éliminé             | Éliminé             | Éliminé             | 33e  |